# Zdeněk Jarkovský
Zdeněk Jarkovský   (Nový Bydžov, 3 d'octubre de 1918 - canal de la Mànega, 8 de novembre de 1948) va ser un jugador d'hoquei sobre gel txec que va competir sota bandera txecoslovaca durant la dècada de 1940.
El 1948 va prendre part en els Jocs Olímpics de Sankt Moritz, on guanyà la medalla de plata en la competició d'hoquei sobre gel. En el seu palmarès també destaca una medalla d'or al Campionat del Món d'hoquei gel de 1947. A nivell de clubs jugà al ČLTK Praha entre 1940 i el 1948.
Morí el novembre de 1948, quan l'avió en què viatjava l'equip nacional d'hoquei sobre gel txecoslovac es va estavellar al canal de la Mànega. Cinc altres membres de l'equip també hi van morir.